# Ceratomyrmex
Ceratomyrmex Perrichot, Bo & Engel, 2016 è un genere estinto di formica, appartenente alla sottofamiglia Sphecomyrminae. Il genere contiene una singola specie nominata Ceratomyrmex ellenbergeri, ed è nota da diversi fossili risalenti al Cretaceo superiore (Cenomaniano), provenienti dall'Asia.

## Descrizione

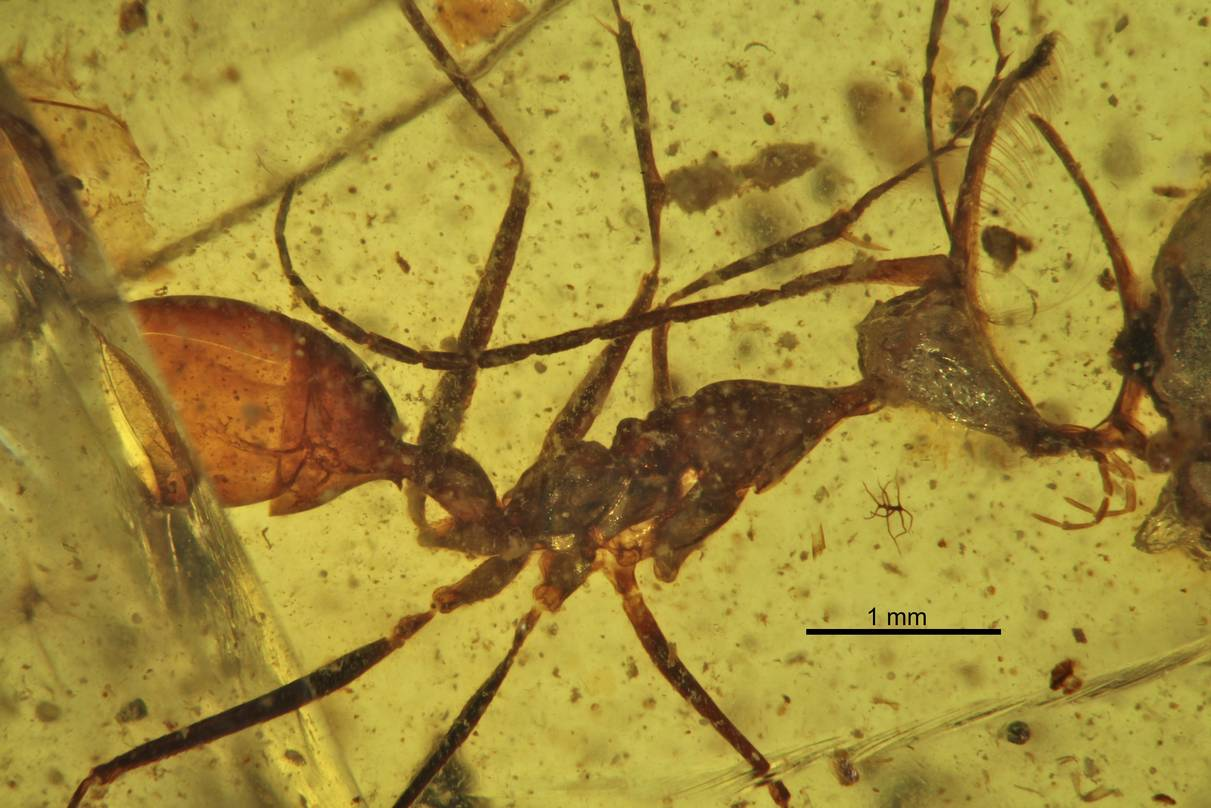
Dettaglio del corpo di C. ellenbergeri, inglobato nell'ambra

Le Ceratomyrmex operaie raggiungevano una lunghezza di circa 4,5-5,9 mm (0,18-0,23 pollici), mentre le dimensioni delle regine e dei soldati sono sconosciute. Le operaie di questa specie si distinguano da tutti gli altri haidomyrmecini per il clipeo distintamente modificato che forma un corno proiettato tra le basi delle antenne. Il corno si piega in avanti con un apice a spatola arrotondato. La parte inferiore del corno è ricoperta da una fila di fine setole che scendono dall'alto in una sola fila verso la base. La curva della spatola possiede anche un raggruppamento di spicole che taglia i bordi. Come gli altri membri di Haidomyrmecini, le mandibole di Ceratomyrmex sono modificate in forma di falci allungate. Le mandibole sono allargate per raggiungere la testa fino all'apice del corno che così crea una "trappola" con la mascella. Vicino al punto in cui poggiano le mandibole chiuse, sono collocati quattro lunghi capelli, due su ogni lato della testa.

## Storia e classificazione
La Ceratomyrmex è conosciuto grazie ad un totale di quattro fossili di esemplari adulti. L'olotipo, NIGP164022, dell'Istituto di Geologia e Paleontologia di Nanchino; Il campione adulto IGR.BU-002, dell'Università di Rennes è designato come paratipo. I due esemplari addizionali descritti, ma non designati come paratipi, risiedevano nella collezione privata di Sieghard Ellenberger, Germania. Gli esemplari descritti sono tutti adulti e di casta operaia, tutti inglobati in piccoli blocchi trasparenti di ambra birmana. I campioni ambrati sono stati recuperati da dei depositi dello Stato Kachin, in Myanmar. L'ambra birmana è stata radiometricamente datata usando gli isotopi U-Pb, con un'età di circa 98,79 ± 0,62 milioni di anni, vicino al confine Aptiano-Cenomaniano, nei primi Cenomaniano.
I fossili sono stati studiati per primi dai paleoentomologi Vincent Perrichot, Wang Bo e Michael Engel nel 2016, pubblicando i risultati della descrizione della specie tipo sulla rivista Current Biology. Il nome del genere, Ceratomyrmex, è stato coniato come una combinazione del suffisso greco "myrmex" che significa "formica" ed è un suffisso comunemente usato nei nomi di genere, il keratos, che significa "corno" in riferimento alla singolare forma della testa. Il nome specifico, ellenbergeri, è un patronimo che onora Sieghard Ellenberger, che ha permesso lo studio dei diversi esemplari. Ceratomyrmex è uno dei più antichi generi descritti dall'ambra birmana, gli altri sono Burmomyrma, Camelomecia, Gerontoformica, Haidomyrmex, Myanmyrma e Zigrasimecia.

## Paleobiologia

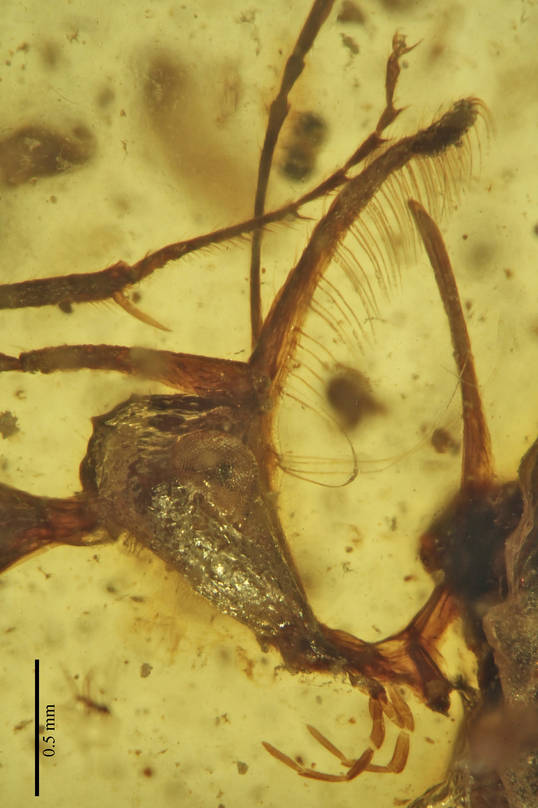
Dettaglio della testa di C. ellenbergeri

Perrichot et al. hanno suggerito diverse funzioni per il corno altamente specializzato di Ceratomyrmex. Sulla base del comportamento dei generi moderni di altre formiche con mascelle simili, come Odontomachus, Anochetus e Acanthognathus poinari, Perrichot et al. notò che le sete sul corno avrebbero fornito un morbido cuscino per spostare pupe e larve in un nido. C'è la possibilità che le ganasce venissero usate come meccanismo di difesa, per allontanare i predatori o stordire la preda con una rapida apertura delle mandibole. Tuttavia, sia il corno sia le setole non sarebbero potute essere d'aiuto in questa funzione, pertanto è improbabile che questa fosse la funzione primaria. Mentre la struttura può essere stata utilizzata per spostare i materiali alimentari attraverso il nido, la probabilità di essere l'unica funzione è bassa, poiché i peli di innesco non sarebbero necessari. L'uso più probabile per il corno e le mandibole sarebbe stato quello di intrappolare grandi prede, con le setole che avrebbero fornito informazioni sensoriali sulla posizione preda e creato attriti per impedire il movimento. Le dimensioni del corno e delle mandibole rendono improbabile la cattura di piccole prede, poiché la preda avrebbe avuto il tempo di muoversi prima che le mandibole venissero completamente chiuse.